# Exército Vermelho de Ruhr

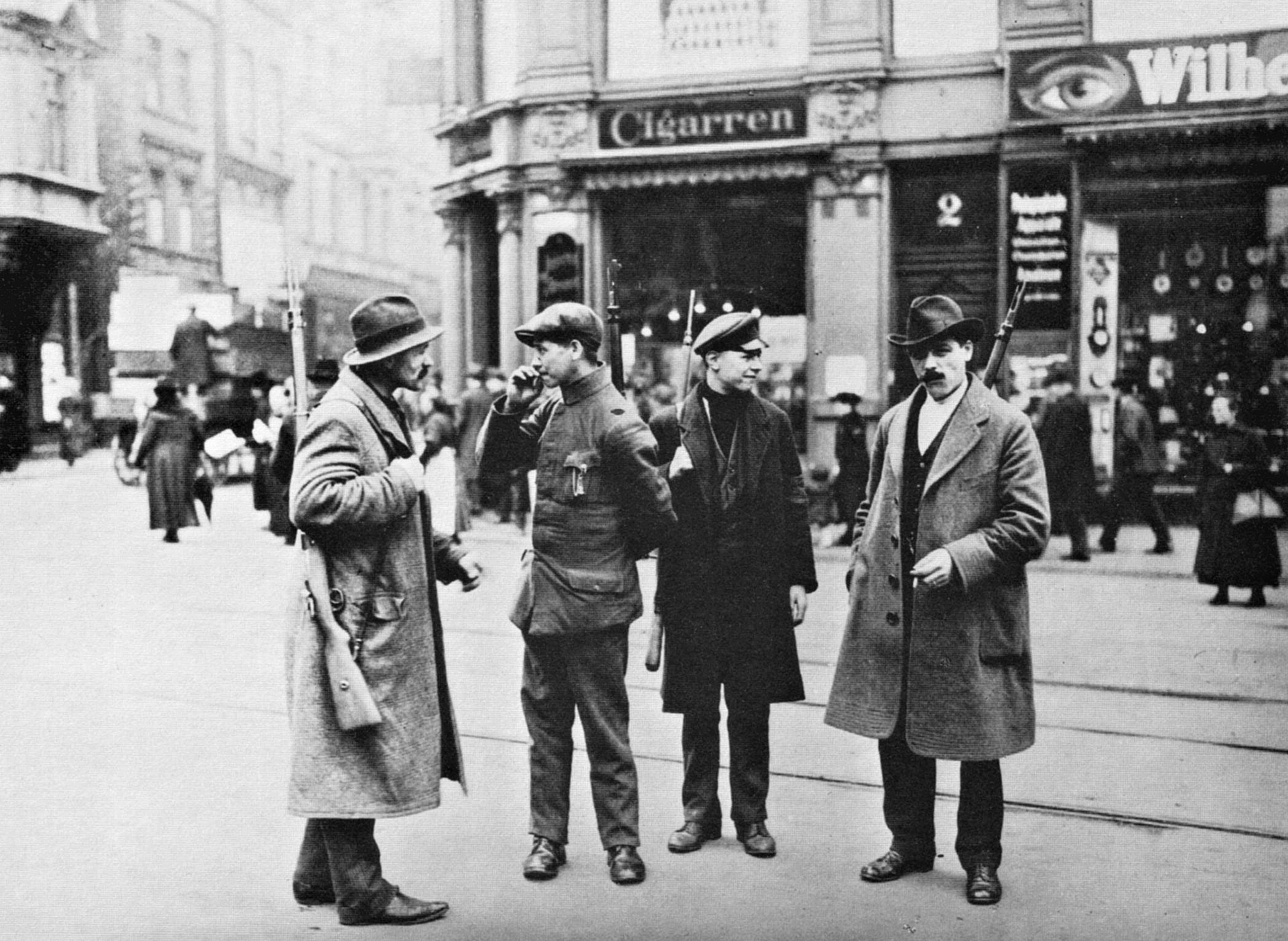
Membros do exército comunista do Ruhr

O Exército Vermelho de Ruhr (em alemão: Rote Ruhrarmee) foi um exército formado por entre 50.000 e 80.000 operários vinculados com o Partido Comunista da Alemanha (KPD), o Partido Comunista Operário da Alemanha (KAPD), o Partido Social-Democrata Independente de Alemanha (USPD) e a União Livre de Trabalhadores da Alemanha (FAUD). Foi fundado em 13 de março de 1920 como reação à tentativa de Golpe de Estado de Kapp-Lüttwitz no val do Ruhr, a região industrial mais rica da Alemanha.
Após chamar à greve geral em 14 de março, o Exército Vermelho do Ruhr venceu os efetivos dos Freikorps e das tropas regulares do exército alemão e começou o maior levantamento armado operário da Alemanha, conhecido também como Revolução de Março (Märzrevolution) ou Levantamento do Ruhr (Ruhraufstand). 300.000 mineiros apoiaram o exército vermelho e os grevistas tomaram o controlo de importantes cidades como Düsseldorf, Elberfeld ou Essen, até controlar rapidamente toda a área do Ruhr.
Após negociações falidas com os grevistas, o governo decidiu enviar mais tropas à área para combater os operários pela força. Em 2 de abril, um contingente formado por tropas regulares e Freikorps esmagou o levamentamento obreiro e reconquistou a área do Ruhr. Mais de 1.000 operários morreram nos combates.

## Outros artigos
- Hans Marchwitza
- Wilhelm Zaisser